# Vișeu de Sus

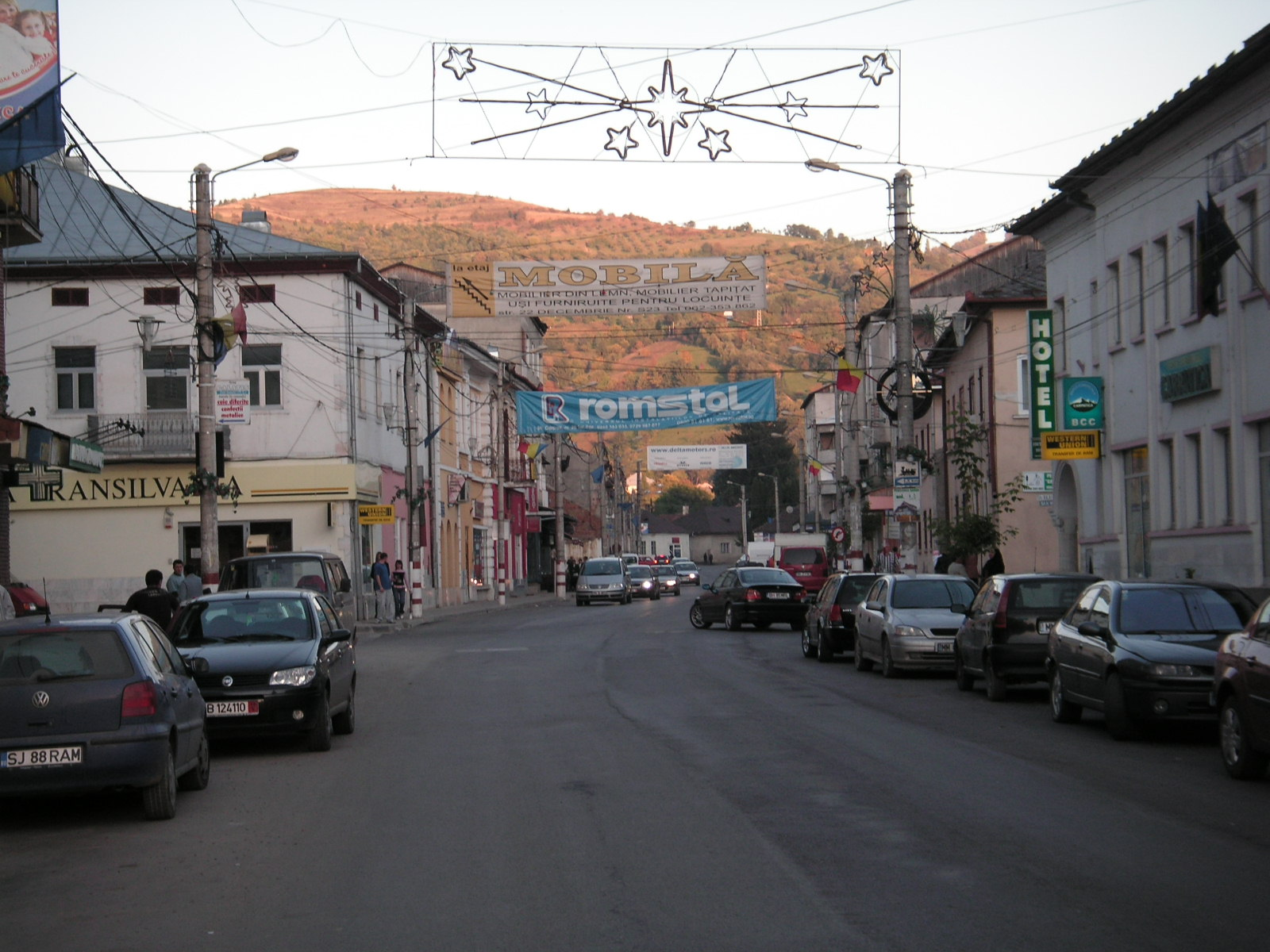
Ulica Vișeu de Sus

Vișeu de Sus (węg. Felsővisó, niem. Oberwischau) – miasto w okręgu i regionie historycznym Marmarosz w północnej Rumunii, położone u ujścia rzeki Vaser do rzeki Vișeu. Liczy 16 930 mieszkańców i ma powierzchnię 443 km².

## Współpraca
- Fürstenfeld, Austria
- Zug, Szwajcaria
- Wierchowina, Ukraina
- Staunton, Stany Zjednoczone